# Almucja
Almucja (in.almuzja) – część składowa uroczystego ubioru kanoników niektórych katedr i kolegiat; pierwotnie nakrycie głowy zbliżone do kaptura; od XIV element ten przekształcił się w pelerynkę z kapturem wykonanym z futra. W końcu przybrała formę futrzanego pasa, noszonego z lewego ramienia, jako znak godności kanonicznej.